# Within Reach
Within Reach var ett svenskt hardcoreband från Arboga, aktivt mellan 1996 och 2001. Bandet gav ut skivor på Sidekicks Records och Bad Taste Records.

## Biografi
Within Reach bildades i början av 1996 av Magnus Törnkvist (sång), Jocke Eriksson (trummor), Magnus Brolin (bas) och Björn Hahne (gitarr). Efter bara några veckors repetitioner erbjöds bandet att medverka på samlingen Penalty (Wounded Records), för vilken två låtar spelades in.
Vårsommaren samma år utgavs den självdistribuerade EP-skivan The Light Will Return, vilken drog till sig uppmärksamhet från Sidekicks Records, som kontrakterade bandet. Under hösten samma år utgavs debut-EP:n Something's Not Right, vilken följdes av en Sverigeturné.
Året efter, 1997, utkom bandets första fullängdsalbum, Strength Through Diversity. Efter skivan blev Robin Sundqvist (tidigare i Passage 4) stadigvarande gitarrist i bandet, vilket kom att resultera i en delvis förändrad ljudbild.
1999 släpptes EP:n Reconsider/Reconstruct. Skivan kom att bli bandets sista för Sidekicks Records och bandet kontrakterades istället av Bad Taste Records, vilka gav ut bandets andra fullängdare Fall from Grace (2000). Albumet följdes av splitskivan 1125/Within Reach, utgiven på Shing Records. Bandets sista fullängdare, Complaints Ignored, utgavs 2001. Within Reach splittrades senare samma år.

## Diskografi

### Album
- 1997 – Strength Through Diversity
- 2000 – Fall from Grace
- 2001 – Complaints Ignored

### EP
- 1996 – The Light Will Return
- 1996 – Something's Not Right
- 1999 – Reconsider/Reconstruct
- 2000 – 1125/Within Reach